# Comté de Rock (Wisconsin)
Pour les articles homonymes, voir Comté de Rock.
Le comté de Rock est un comté situé dans l'État du Wisconsin, aux États-Unis. Son siège est Janesville. Lors du recensement de 2000, sa population était de 152 307 habitants.